# Palinopsie
 Mise en garde médicale
La palinopsie (du grec palin « répétition » et opsie « vue ») est un trouble de la perception visuelle caractérisé par la persistance anormale ou la réapparition des images après disparition de celle-ci.  

## Description
Il s’agit souvent d’images claires occupant tout ou partie du champ visuel. Ce peut être par exemple : effet de trainée, persistance d’un objet dans un cadre dont il a disparu en réalité, répétition d’une scène entière, etc. La persistance d’images fantômes positives ou négatives existe aussi, bien qu’elle fasse plus rarement l’objet de plaintes auprès du médecin. Les images fantôme négatives se distinguent du type habituel car elles sont générées par une intensité lumineuse ou une durée d’exposition moindre que d’habitude et persistent plus longtemps qu’il n’est normal. 
Le patient peut présenter d’autres troubles visuels tels qu’un effet de neige, ou une hémianopsie dans les cas d'origine cérébrale,.

## Causes
La persistance d’images claires est généralement liée à une prise médicamenteuse,, une prise de psychotrope (drogue, antidépresseur, etc.) agissant sur la sérotonine, ou une anomalie cérébrale (migraine, épilepsie, tumeur, accident vasculaire, malformation des artères durales, etc.),,,. Néanmoins, il existe aussi des palinopsies liées à  des pathologies des yeux ou du nerf optique, sans atteinte occipitale, et des cas inexplicables. 
La persistance anormale d’images fantômes négatives pourrait être un trouble de la persistance rétinienne.
Quand la prise de médicaments ou de psychotropes est à l’origine de la palinopsie, il arrive qu'elle persiste à un certain degré plusieurs années après l’arrêt de la prise. Lorsqu’elle est due à des psychotropes agissant sur la sérotonine, elle peut aussi se déclencher à l’arrêt du traitement.
La palinopsie liée à une anomalie cérébrale trouverait sa source dans la zone occipitale ou pariéto-occipitale droite. Dans certains cas la fixation initiale serait fovéale, et le phénomène pourrait résulter d'un dysfonctionnement du circuit de la mémoire visuelle par libération de la mémoire tampon. L’hémisphère gauche qui contrôle l’attention à l’espace pourrait aussi jouer un rôle,.